# 玉环市东方中学
28°13′22″N 121°16′59″E / 28.22267°N 121.28311°E
玉环市东方小学，原玉环县东方中学，是一所位于中华人民共和国浙江省玉环市楚门镇的综合性中学，位于浙江省台州市玉环市胡东路11号。

## 沿革
1939年，学校创立（首任校长林任望），是当时中共玉环地下党组织的活动中心。1985年秋，经玉环县人民政府批准复办，举办职业技术教育。1995年秋，兼并楚门农技校。2002年8月，学校全面接管民办学校榴岛中学，成为集普通高中、综合高中、职业教育、成人教育为一体的综合性中学。

## 相关
- 东方中小学革命史纪念馆